# رپانتینی، کبک
رپانتینی (به فرانسوی: Repentigny) شهرکی در منطقه شهری لسومپسیون ناحیه لانودییر در استان کبک کانادا است. در سرشماری سال ۲۰۱۱ این شهرک ۷۶٬۴۲۴ نفر جمعیت داشته‌است و مساحت آن ۶۸٫۴۲ کیلومتر مربع است.